# Cujo (regény)
A Cujo Stephen King amerikai író 1981-ben megjelent regénye, amelyből azonos címmel film is készült. Magyarul először a Maecenas Könyvkiadónál jelent meg a regény, Boris János fordításában, 1989-ben.

## Cselekmény
A mű két család, a Camber és a Trenton família, valamint egy szomorú szemű bernáthegyi történetét meséli el, amelyet Cujónak hívnak. Cujo, Camberék kutyája éppen egy nyulat hajkurászik, amikor megmarja az orrát egy denevér, amely így a veszettség egy különösen veszélyes válfajával fertőzi meg a bernáthegyit. A kutya pedig ezt követően roppant mértékű változáson megy keresztül.
Miközben Charity Camber és fia, Brett rokonokat látogat meg, Donna Trenton és fia, Tad az autószerelő Joe Camberhez hajt kocsijával, mert az rakoncátlankodik. De Camberék birtokán nem Joe várja az anyát és fiát. Ráadásul Donna kocsija végképp lerobban, így aztán nem tudnak elhajtani. Cujo fel-alá járkál az udvaron, így aztán sem Donna, sem pedig Tad nem tudnak kiszállni az autóból. Cujo pedig nem akarja, hogy elmenjenek… a kutya meg akarja ölni őket.
A Cujo nem csupán egy veszett kutya történetét meséli el, nem pusztán egy horror-sztori, hiszen a mű során megismerjük két család életét és problémáit, reményeit, félelmeit és aggodalmait is.
Nem árt itt talán rámutatni, hogy Cujo mindig jó kutya akart lenni. Igyekezett mindent megtenni, amit gazdái a FÉRFI a NŐ, de legfőképp a FIÚ kívánt tőle. Meg is halt volna értük, ha úgy hozza a sors. Ő nem akart megölni senkit, soha. A hatalmába kerítette valami, talán a végzet vagy a gonosz szellem, vagy csak egy veszettség nevű idegbetegség. A szabad akaratnak itt nem jutott szerep.

## Érdekességek
King Az írásról című művében úgy nyilatkozik, hogy alig emlékszik a Cujo megírására, mert ebben az időben súlyos alkohol- és kábítószerproblémával küzdött.

## Magyar nyelvű kiadások
- Cujo; fordította: Boris János; Maecenas, Budapest, 1989